# Eisriesenwelt
Eisriesenwelt (literalmente ‘Mundo de los gigantes de hielo’) es un sistema de cuevas situado en los macizos de Tennen, cerca de Werfen (Salzburgo, Austria). Fue descubierta en 1879 por el naturista salzburgués Anton von Posselt-Czorich.

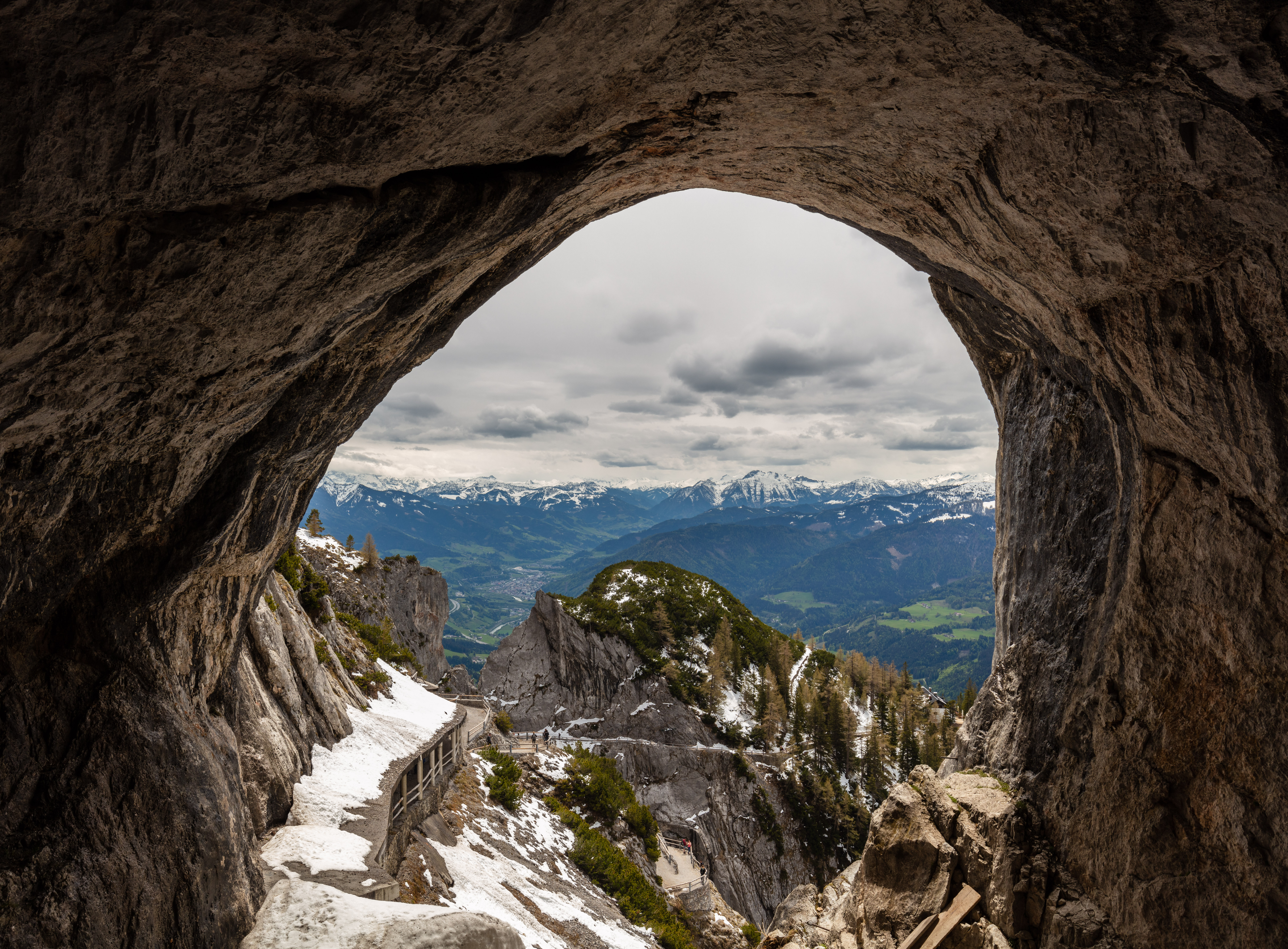
Vista desde la salida de las cuevas.

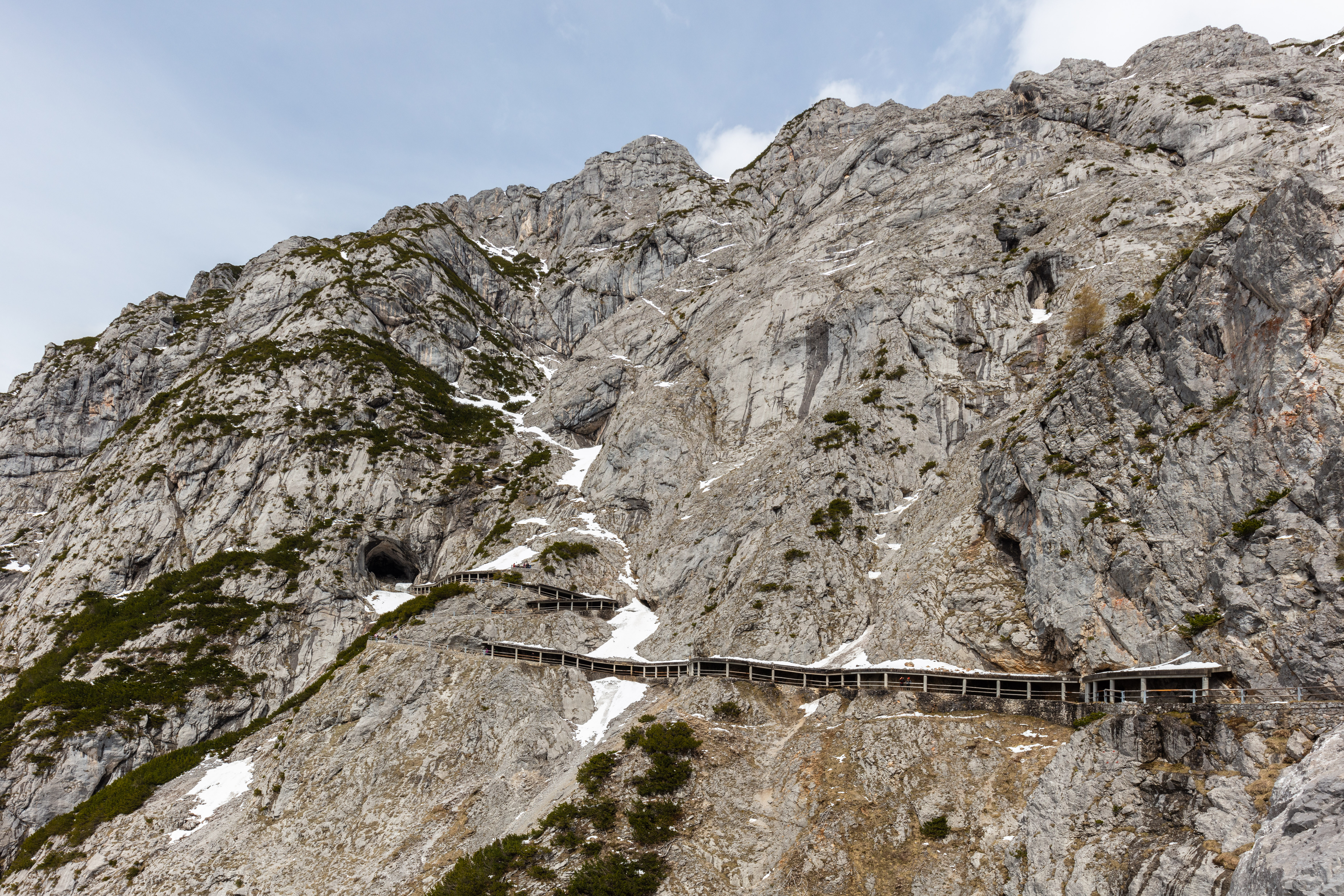
Acceso exterior a la cueva.

- Coordenadas: 47° 30′ 10″ N, 13° 11′ 23″ E
- Altitud: 1.656 m
- Número del catastro: 1511/24
- Composición geológica: domo calcáreo
- Clasificación: cueva de hielo
- Descubrimiento: 1879
- Sitio de interés turístico desde: 1920
- Iluminación: lámparas de carburo o magnesio
- Longitud total: 42 km
- Parte que se puede visitar: aprox. 1 km
- Particularidad: mayor cueva de hielo del mundo

Eisriesenwelt (también conocida como Posselthöhle, ‘la cueva de Posselt’, anónimo 1879, Posselt 1880), cuenta con una longitud total de 42 km, lo que la convierte en la mayor cueva de hielo del mundo, motivo por el cual hoy en día es un destino muy popular para los excursionistas.

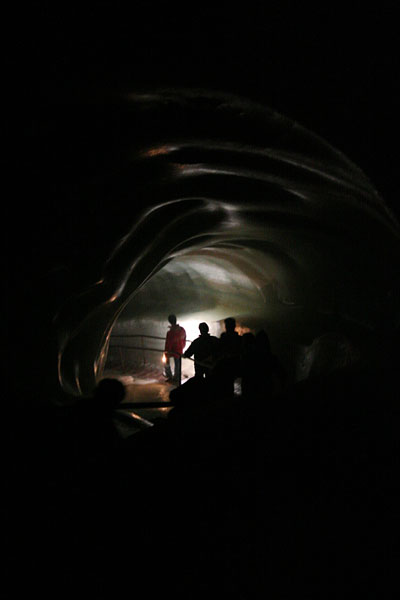
Los visitantes portan lámparas de carbono con las que iluminan el recorrido.

## Situación y descripción
Eisriesenwelt está situada en los macizos de Tennen, cerca de Werfen (Austria), a unos 50 km al sur de Salzburgo. La entrada se encuentra a 1.640 sobre el nivel del mar y la cueva se extiende varios kilómetros por el interior de la montaña. Solo el primer kilómetro está cubierto de hielo y se puede visitar acompañado de un guía.
Después de la sala Eispalast (‘Palacio de Hielo’) no hay placas de hielo continuas y en ese punto es donde termina la visita guiada. Desde aquí parte una galería empinada hacía el túnel subterráneo (U-Tunnel), a continuación del cual se encuentra el Midgards. Este pasadizo es el más grande la cueva, con una anchura de entre 8 y 30 metros. Después la galería se ramifica. El final de la cueva es la sala Neue Welt (‘Nuevo Mundo’) situada a 1595 m. La urna de Alexander von Mörk, investigador decisivo que tomó parte en la exploración de la cueva y que murió en la Primera Guerra Mundial, está encima de una de las entradas en el interior de la cueva.
El hielo de la cueva se renueva mediante el efecto chimenea. Durante el invierno masas de aire frío se internan aprox. 1 km. en la cueva. La roca almacena el frío hasta la primavera y cuando ya hace más calor fuera y comienza el deshielo, el agua se filtra entre las grietas de las piedras de la cueva y se congela. En el verano el interior de la cueva también aumenta de temperatura. Entre 5 y 10 cm de la capa de hielo situada sobre el suelo se derriten. Durante la siguiente primavera el hielo vuelve a renovarse. En total, no habrá menos hielo sino más del que había antes.

## Historia

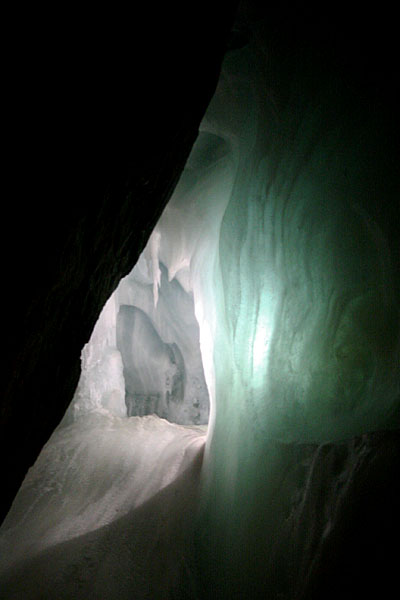
Interior de una de las cuevas.

La cueva fue descubierta por el naturalista Anton Posselt en 1879, quien ya entonces consiguió internarse aproximadamente 200 metros en la cueva. No pudo continuar ya que la capa de hielo era demasiado escarpada y su equipamiento era de mala calidad. El punto máximo que alcanzó lo marcó con una cruz negra sobre la piedra, conocida como Posselt-Kreuz (Cruz de Posselt). Después de esto la cueva quedó en el olvido.
En 1913 algunos científicos, entre ellos Alexander von Mörk, consiguieron superar la parte más empinada de la capa de hielo, conocida como Grossen Eiswall (La gran pared de hielo). Alexander von Mörk también fue el primer investigador que se aventuró a pasar por el pasaje Sturmsee, una pequeña galería cubierta de agua por aquel entonces. Una vez rebasada, descubrió una sala gigantesca que posteriormente recibiría su nombre. En 1914 Alexander fue llamado a filas y murió combatiendo en la Primera Guerra Mundial a la edad de 27 años. Su última voluntad fue que se le enterrara en Eisriesenwelt. Este deseo fue satisfecho y fue inhumado en el salón Alexander-von-Mörk-Dom que él mismo había descubierto.
Desde 1919 el abogado salzburgués Friedrich Oedl (1894-1969) fomentó la exploración de la cueva y estableció el primer alojamiento, das Forscherhüttl[1]. La Agencia para la Conservación de los Bosques Austriacos, Österreichischen Bundesforste, es la propietaria legal de Eisriesenwelt, pero la Asociación para la Espeleología (Verein für Höhlenkunde) de Salzburgo es la arrendataria provisional. En 1928 tras la creación de una sociedad de responsabilidad limitada propia (Eisriesenwelt-Gesellschaft m.b.H), cuyo presidente fue el Dr. Oedl, el acuerdo entre ambas entidades se convirtió en un contrato a largo plazo.
Los ingresos que renta Eisriesenwelt son empleados en la exploración e investigación de la cueva. La Agencia para la Conservación de los Bosques Austríacos, como propietaria, recibe un porcentaje anual de los ingresos que se recaudan con las entradas.

## Descripción geológica

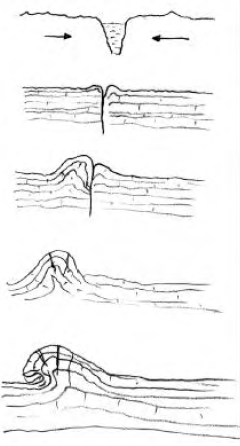
Levantamiento de montañas:
a)Las placas continentales se acercan e impactan.
b)Arqueamiento convexo.
c)Aparición de fracturas en la superficie.
d)Desplazamiento y dislocación de la roca.

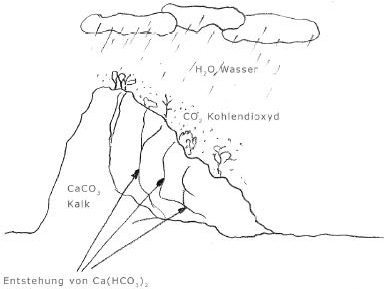
Carstificación, corrosión.
De arriba abajo: agua, anhídrido carbónico, caliza, producción de bicarbonato cálcico.

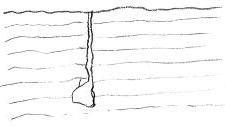
Erosión.

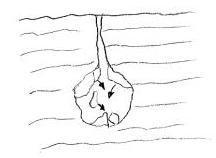
Derrumbamiento.

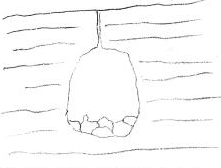
Derrumbamiento.

### Origen de Eisriesenwelt
La mayoría de las cuevas de los Alpes se han formado en sierras calcáreas a diferencia de otras cuevas que han surgido por levantamientos de montañas (que forman grietas), coladas de lava volcánica o por la erosión del agua que da lugar a cuevas costeras.
Los factores que han dado lugar a la formación de Eisriesenwelt son los siguientes:

### Levantamiento de montañas
Los Alpes se formaron a partir de levantamientos de montaña. Las masas montañosas se arquearon hacia arriba y surgieron grietas (fisuras tectónicas), que dieron origen a tales cavidades. Dichas grietas posibilitaron que factores externos, especialmente el agua, pudieran influenciar el desarrollo de los procesos subterráneos. 

### Composición geológica
La composición de la roca ha desempeñado un papel fundamental en la formación de las numerosas cuevas de los Alpes. En la zona de los Alpes Calcáreos existen sistemas de cuevas especialmente extensos, ya que la caliza es una roca soluble. Además, el agua de la lluvia está enriquecida con materia orgánica que también se filtra en la piedra, lo cual ayuda a disolver la caliza. Así van surgiendo nuevas cavidades en el subsuelo. Hace algunos millones de años predominaba en esta zona el clima subtropical, lo que hacía que la solubilidad de la piedra fuera notablemente más alta de lo que es hoy en día. 
La corrosión es la disolución química de la caliza (CaCO3) con el anhídrido carbónico (CO2) y el agua(H2O). El agua destilada tiene pocos iones H+ y, por tanto, apenas disuelve al carbonato cálcico. Sin embargo, en conjunción con el CO2 del aire y de la vegetación del suelo produce un ácido corrosivo.
CO2 + H2O = H2CO3 (Ácido carbónico)
Si este ácido se filtra en las grietas de la caliza, el calcio se disuelve de la siguiente manera:
CaCO3 + H2O + CO2 = Ca(HCO3)2 (Bicarbonato cálcico).
La disolución del carbonato cálcico en las hendiduras de las piedras provoca la formación paulatina de una gran red de fracturas en la que pueden filtrarse grandes cantidades de agua, que siguen erosionando la roca posteriormente.

### Agua
Acción del agua en la erosión: una vez producido el ahuecamiento del subsuelo, se originó durante las sucesivas épocas geológicas el aumento de dicho espacio subterráneo. Debido a ello, el agua subterránea pudo discurrir, originando la ampliación (erosión) de los espacios huecos subterráneos existentes de todas las cuevas subterráneas de los Alpes. 
Esta circunstancia desempeña un papel importante en la lixivación mecánica de las rocas porque el agua, además de aumentar su caudal y velocidad de circulación, transporta material ininterrumpidamente. De esta manera se originan las cuencas y los pozos. Los denominados Kolk (flujo subterráneo creado por obstáculos que dificultan el paso del agua a gran velocidad en zonas con notable cizalladura) son una prueba clara de la erosión.

### Derrumbamiento
Debido al progresivo aumento del espacio interior durante miles de años, se fueron produciendo importantes derrumbamientos en las cuevas hasta que se llegó a un equilibrio que evitó más derrumbamientos.
El socavamiento mecánico de la montaña origina grietas en la estructura de las rocas, de esta forma se produce la caída natural de las paredes y techos al suelo de la cueva.
Por lo tanto, las cuevas son el resultado de la unión de varios factores como la elevación de la montaña, la solubilidad de las rocas en el agua (corrosión) y la erosión causada por el agua. Estos factores han sido durante millones de años la causa que ha dado lugar a las actuales formaciones de cuevas.

## Apertura de las cuevas y turismo
Las primeras visitas guiadas en Eisriesenwelt se realizaron en 1920. En la actualidad, un funicular transporta hasta la entrada de las cuevas (Dr.-Friedrich-Oedl-Haus) a un máximo de 2500 visitantes al día, lo que supone unos 150.000 visitantes al año. A los visitantes se les provee de lámparas de carburo durante el recorrido y los guías iluminan con lámparas de magnesio las cerca de cinco figuras de hielo.
Aquellos visitantes que no se encuentren en buena forma física, pueden tener problemas con la subida a la estación del funicular, con el trayecto de la estación de montaña a la entrada de la cueva y con el recorrido interior de 1400 escalones.
Eisriesenwelt está abierta al público desde el 1 de mayo hasta el 26 de octubre. La entrada a la cueva se restringe durante el invierno por el peligro de aludes y situaciones peligrosas derivadas de la altitud a la que se encuentran las cuevas.

## Enlaces
- Wikimedia Commons alberga una galería multimedia sobre Eisriesenwelt.
- www.eisriesenwelt.at página oficial (en alemán e inglés).
- Eisriesenwelt, información y fotos del sistema de cuevas (en alemán).

- Datos: Q254117
- Multimedia: Eisriesenwelt / Q254117